# Holmen AB
Holmen AB (bis 2000 Mo och Domsjö AB) ist ein schwedisches Unternehmen an der Börse in Stockholm notiert ist. Holmen ist ein schwedischer Konzern mit Schwerpunkt in der Forstwirtschaft sowie in der Zellstoff- und Papierindustrie. Zu den wichtigsten Produkten gehören zum einen Kartonagen für die Verpackungsindustrie und für grafische Anwendungen und zum anderen Druckpapiere für Zeitschriften und Zeitungen, für Beilagen und Direktwerbung sowie für Bücher. Außerdem bietet Holmen Schnittholz für Bodenbeläge, Fensterbauteile und Möbel sowie Bauholz an.
Derzeitiger Vorstandsvorsitzender ist Henrik Sjölund. Der Hauptsitz des Unternehmens befindet sich in Stockholm.
Das Unternehmen besitzt mehrere Tochterunternehmen, die jeweils andere Produktpaletten haben. Dies sind:
- Iggesund Paperboard produziert und vertreibt unterschiedliche Arten von Karton, die in der Verpackungsindustrie verwendet werden.
- Holmen Paper produziert und vertreibt Zeitungspapier sowie Kartonage.
- Iggesund Timber stellt Holzprodukte aus Kiefern her.
- Holmen Skog ist die Holzhandelssparte sowie für die Forstwirtschaft zuständig.

## Produkte
Der Geschäftsbereich Iggesund Paperboard stellt Kartonagen her, die für hochwertige Verpackungen und für grafische Anwendungen zum Einsatz kommen. Die Marken sind Invercote aus dem Werk in Iggesund und Incada aus Workington.
Der Geschäftsbereich Holmen Paper fertigt in zwei Papierfabriken Papiere für Zeitungen und Zeitschriften, Kataloge, Direktwerbung, Beilagen und für Bücher und Geschenkpapiere. Die Marken sind Holmen TRND, Holmen VIEW, Holmen UNIQ, Holmen NEWS, Holmen GIFT, Holmen XLNT, Holmen PLUS und Holmen BOOK.
Der Geschäftsbereich Holmen Timber produziert in seinen drei schwedischen Sägewerken Bauholz und Tischlereiholz.

## Geschichte

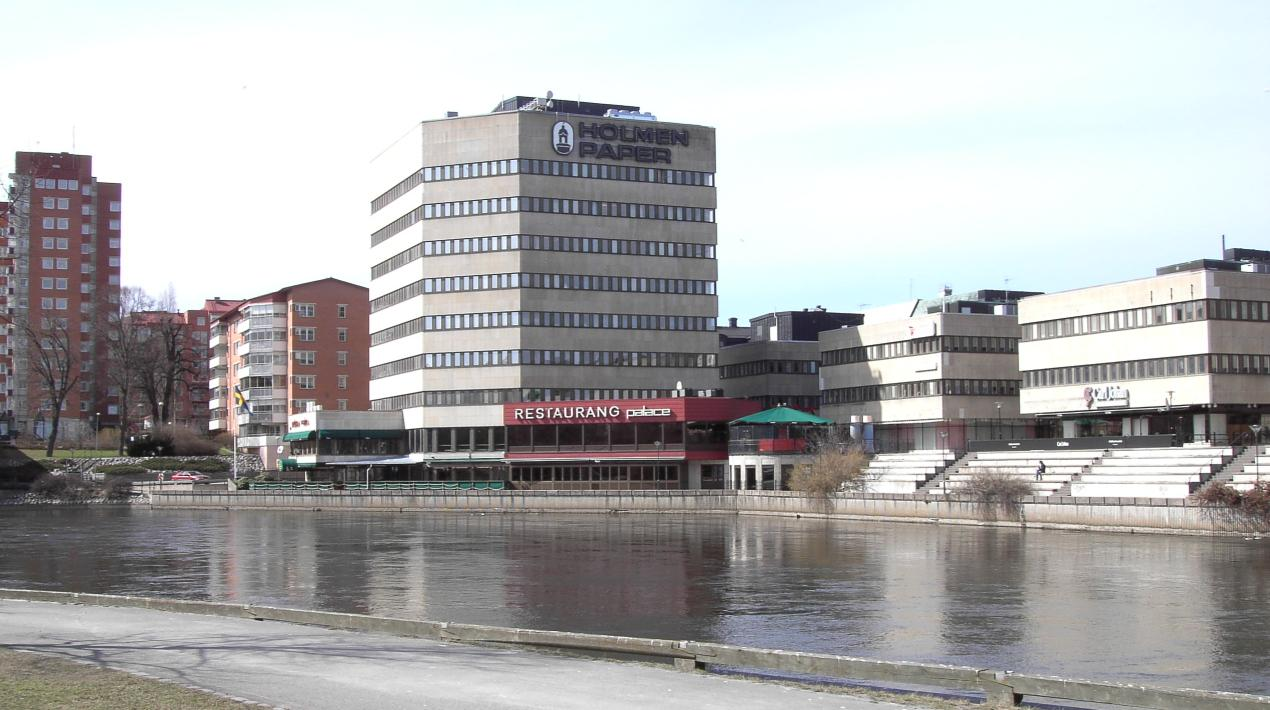
Unternehmenssitz von Holmen Paper in Norrköping

Das Unternehmen hat seinen Ursprung in mehreren kleinen Unternehmen, die in unterschiedlichen Teilen Schwedens entstanden: U. a. war dies eine Waffenfabrik, die von Herzog Johann von Östergötland 1609 auf der Insel Kvarnholmen (Mühleninsel) in Norrköping gegründet wurde. Hiervon leitet sich auch der heutige Unternehmensname Holmen ab.
Das heutige Unternehmen wurde 1875 gegründet und wird (Stand 2015) von Henrik Sjölund geleitet. Es beschäftigt annähernd 4.870 Mitarbeiter (2005). 1998 schlossen sich die Unternehmen MoDo, Holmens Bruk und Iggesunds Bruk zu Mo och Domsjö AB zusammen, doch wurde der Name nach dem Verkauf der Domsjö Fabriker (Stammsitz von MoDo) wenig später im Februar 2000 in Holmen AB geändert. Der größte Eigentümer von Holmen ist die Investmentgesellschaft L.E. Lundbergsföretagen des Milliardärs Fredrik Lundberg. Das Unternehmen hält 32,9 % der Anteile und 61,6 % der Stimmrechte.